# Informationsmængde
Informationsmængde {\displaystyle I} er inden for informationsteori et kvantitativt mål for mængden af information, der kommer fra en måling eller et udsagn. Hvis udsagnet har sandsynligheden {\displaystyle P} for at være sandt uden a priori viden, er informationsmængden defineret som:
{\displaystyle I=-\log _{2}P}
Hvis et system kan være i forskellige tilstande med hver deres sandsynlighed, kan en gennemsnitlig informationsmængde beregnes. Dette kaldes også for entropien.

## Motivation
Informationsmængde kan forstås ved at overveje, hvilke egenskaber mængden bør have:
1. Hvis et udsagn siger noget åbenlyst, der altid er rigtigt, vil sandsynligheden {\displaystyle P} for, at udsagnet er rigtigt være 1, mens informationen må være 0. Funktionen {\displaystyle f}, der beskriver informationsmængden, skal altså opfylde:
{\displaystyle I=f(P=1)=0}
2. Hvis noget er mere usandsynligt, må informationen i udsagnet omvendt blive større. Ændring i informationsmængde {\displaystyle \Delta I} og ændring i sandsynlighed {\displaystyle \Delta P} må altså have omvendte fortegn:
{\displaystyle \operatorname {sgn}(\Delta I)=-\operatorname {sgn}(\Delta P)}
3. Hvis der bliver givet to udsagn med hver deres uafhængige sandsynlighed, er sandsynligheden for at begge er rigtige givet ved produktet:
{\displaystyle P_{\text{tot}}=P_{1}P_{2}}
Information ville dog normalt blive tænkt på som noget, der kan lægges oven i tidligere information. Dvs. at den samlede information skal være summen:
{\displaystyle I_{\text{tot}}=I_{1}+I_{2}}
Derfor skal informationsmængden være en funktion af sandsynlighed, så den opfylder:
{\displaystyle f(P_{1}P_{2})=f(P_{1})+f(P_{2})}
Krav 3 opfyldes af logaritmen {\displaystyle \log }, så informationsmængde må generelt kunne defineres som:
{\displaystyle I=-k\log P}
Her sørger det negative fortegn for, at definitionen overholder krav 2. Hvis en sandsynlighed for 1 sættes ind, giver logaritmen 0, så krav 1 er også opfyldt. Konstanten {\displaystyle k} skal være positiv, men kan ellers vælges frit. I informationsteori sættes konstanten typisk til 1. Inden for statistisk mekanik i fysik er konstanten dog lig med Boltzmanns konstant.
Logaritmens basis kan også frit vælges, men typisk vælges to-talslogaritmen {\displaystyle \log _{2}} i informationsteori skønt den naturlige logaritme {\displaystyle \ln } bruges i fysik. Dermed bliver den endelige definition:
{\displaystyle I=-\log _{2}P}
Enheden for informationsmængde er da bits.